# Lucy Islands
Lucy Islands är öar i Kanada.   De ligger i North Coast Regional District och provinsen British Columbia, i den sydvästra delen av landet, 4 000 km väster om huvudstaden Ottawa.